# Hrîbivți, Muncaci
Hrîbivți (în ucraineană Грибівці) este un sat în comuna Bobovîșce din raionul Muncaci, regiunea Transcarpatia, Ucraina.

## Demografie
Componența lingvistică a localității Hrîbivți
     Ucraineană (99,45%)
     Alte limbi (0,55%)
Conform recensământului din 2001, majoritatea populației localității Hrîbivți era vorbitoare de ucraineană (99,45%), existând în minoritate și vorbitori de alte limbi.